# Sínodo de los obispos
Según el Canon 342 del vigente del Código de Derecho Canónico, el sínodo de los obispos o sínodo episcopal es una asamblea de obispos escogidos de las distintas regiones del mundo, que se reúnen en ocasiones determinadas para fomentar la unión estrecha entre el romano pontífice y los Obispos.
El sínodo de los obispos es una institución eclesial antigua, que fue revitalizada por el Concilio Vaticano II. A diferencia de los concilios, que tienen capacidad para definir dogmas y legislar (siempre la sanción del papa), los sínodos son solo consultivos y tienen por misión primaria asesorar al papa en el tema propuesto.

## Antecedentes
Durante la celebración del Concilio Vaticano II, la Iglesia católica pudo advertir grandes diferencias en cuanto a las perspectivas que sobre el futuro y organización de la Iglesia tenían los distintos cardenales y obispos que asistieron al mismo. Los profundos cambios en el mundo desde la II Guerra Mundial habían traído como consecuencia una variedad de sensibilidades entre los Padres de la Iglesia. Juan XXIII, a la sazón convocante del Concilio, tuvo en mente evitar en el futuro la dispersión de mensajes que la Iglesia enviaba desde distintos puntos de vista y territorios, y mantener un estrecho contacto con obispos y cardenales en el futuro. De alguna forma, la Curia romana como gobierno de la Iglesia se había distanciado de la realidad. Muerto Juan XXIII, Pablo VI no era ajeno a esta preocupación y, al inaugurar la última sesión del Concilio, el 15 de septiembre de 1965 creó, con el motu proprio Apostolica sollicitudo, el Sínodo de Obispos con la misión de ayudar al sumo pontífice a realizar su tarea de gobierno en la Iglesia universal.

## Composición y organización
El sínodo está formado por un número indeterminado de obispos elegidos, unos directamente por el papa sin sujeción a regla alguna, otros por las Conferencias episcopales y otros en representación de los institutos religiosos clericales y no cumple función representativa alguna, sino que tiene el carácter de órgano consultivo no deliberante, salvo que el Papa le otorgue tal función y apruebe sus conclusiones.
El Sínodo es presidido por el papa, aunque puede delegar la presidencia en un obispo o cardenal. El órgano permanente del sínodo es la Secretaría general, cuya tarea se centra en la elaboración de los textos y documentación que servirá de base para los estudios de la Asamblea.
El sínodo puede tener un marcado carácter territorial (sínodo de los obispos norteamericanos, etc.), en cuyo caso los convocados son, en buena parte, los obispos de la zona o zonas del mundo afectadas por la convocatoria. Así, el sínodo puede corresponder a una región, un país, un continente o a todo el mundo; en este último caso recibe el adjetivo de general.

## Funcionamiento
La Asamblea se reúne en Roma y puede ser ordinaria o extraordinaria. En este último caso se trata de reuniones en las que se exige de los convocados tratar un asunto urgente que requiere fijar una posición inmediata. En algunas ocasiones, puede reunirse fuera de Roma, según acuerdo de las Conferencias Episcopales Continentales.
El anuncio de la celebración de un Sínodo se hace oficial con la publicación de los Lineamenta, donde se presentan los asuntos generales que se tratarán durante las asambleas sinodiales. Una vez convocados los obispos, previa distribución del Instrumentum laboris (documento de estudio) por la Secretaría General del Sínodo, donde en este documento se redactan las conclusiones de los Lineamenta. 
El papa abre la Asamblea con una indicación genérica del asunto o asuntos a tratar. Posteriormente, de manera plenaria o en comisiones, los obispos atienden las cuestiones que les han sido sometidas por el papa para emitir una opinión. Estas, una vez aprobadas por la Asamblea en pleno, se recogen en las Actas del sínodo que son entregadas al Santo Padre.
El Sínodo finaliza cuando ha terminado el periodo de sesiones fijado previamente, y el papa realiza una intervención de carácter apostólico y de exhortación a los obispos convocados. Los Padres sinodiales elaboran el Mensaje al Pueblo de Dios y la Lista final de las propuestas, desde donde el Santo Padre parte para redactar la Exhortación Apostólica Postsinodal.

## Lista de Secretarios Generales
- Wladyslaw Rubin † (27 de febrero de 1967-12 de julio de 1979, renuncia)
- Jozef Tomko (12 de julio de 1979-24 de abril de 1985, nombrado Pro-Prefecto de la Congregación para la Evangelización de los Pueblos)
- Jan Pieter Schotte † (24 de abril de 1985-11 de febrero de 2004, renuncia)
- Nikola Eterović (11 de febrero de 2004-21 de septiembre de 2013, nombrado Nuncio Apostólico en Alemania)
- Lorenzo Baldisseri (21 de septiembre de 2013-15 de septiembre de 2020, renuncia)
- Mario Grech (15 de septiembre de 2020)

## Lista de los Sínodos celebrados
| Edición                                       | Convocado por el papa                                       | Tema | Fecha                                   | Exhortación Apostólica Postsinodal                | Redactor           |
| --------------------------------------------- | ----------------------------------------------------------- | --- | --------------------------------------- | ------------------------------------------------- | ------------------ |
| I Asamblea General Ordinaria                  | San Pablo VI                                                | Preservación y fortalecimiento de la fe católica, su integridad, su fuerza, su desarrollo, su coherencia doctrinal e histórica.                                          | 29 de septiembre-29 de octubre de 1967  |                                                   |                    |
| I Asamblea General Extraordinaria             | San Pablo VI                                                | "La cooperación entre la Santa Sede y las Conferencias Episcopales" | 11-28 de octubre de 1969                |                                                   |                    |
| II Asamblea General Ordinaria                 | San Pablo VI                                                | "El sacerdocio ministerial y la justicia en el mundo" | 30 de septiembre-6 de noviembre de 1971 |                                                   |                    |
| III Asamblea General Ordinaria                | San Pablo VI                                                | "La evangelización en el mundo moderno" | 27 de septiembre-26 de octubre de 1974  | Evangelii nuntiandi (8-12-1975)                   | Pablo VI           |
| IV Asamblea General Ordinaria                 | San Pablo VI                                                | "El catecismo de nuestro tiempo" | 30 de septiembre-29 de octubre de 1977  | Catechesi Tradendae (16.10.1079)                  | San Juan Pablo II  |
| Asamblea Especial para los Países Bajos       | San Juan Pablo II                                           | "La situación pastoral en los Países Bajos" | 14-31 de enero de 1980                  |                                                   |                    |
| V Asamblea General Ordinaria                  | San Juan Pablo II                                           | "La familia cristiana" | 26 de septiembre-25 de octubre de 1980  | Familiaris consortio (22.11.1981)                 | San Juan Pablo II  |
| VI Asamblea General Ordinaria                 | San Juan Pablo II                                           | "La penitencia y el perdón en la misión de la Iglesia" | 29 de septiembre-29 de octubre de 1983  | Reconciliatio et paenitentia (11.12.1984)         | San Juan Pablo II  |
| II Asamblea General Extraordinaria            | San Juan Pablo II                                           | "Vigésimo aniversario de la conclusión del Concilio Vaticano II" | 24 de noviembre-8 de diciembre de 1985  |                                                   |                    |
| VII Asamblea General Ordinaria                | San Juan Pablo II                                           | "La vocación y la misión de los laicos en la Iglesia y en el mundo" | 1-30 de octubre de 1987                 | Christifideles laici (30.12.1988)                 | San Juan Pablo II  |
| VIII Asamblea General Ordinaria               | San Juan Pablo II                                           | "La formación de los sacerdotes en las circunstancias actuales" | 30 de septiembre-28 de octubre de 1990  | Pastores dabo vobis (25.03.1992)                  | San Juan Pablo II  |
| I Asamblea Especial para Europa               | San Juan Pablo II                                           | "Somos testigos de Cristo que nos liberó" | 28 de noviembre-14 de diciembre de 1991 |                                                   |                    |
| I Asamblea Especial para África               | San Juan Pablo II                                           | "La Iglesia en África y su función evangelizadora de cara al año 2000: ‘Seréis mis testigos’ (Act 1, 8)"                                                                 | 10 de abril-8 de mayo de 1994           | Ecclesia in Africa (14.09.1995)                   | San Juan Pablo II  |
| IX Asamblea Ordinaria                         | San Juan Pablo II                                           | ""La vida consagrada y su misión en la Iglesia y en el mundo" | 2-29 de octubre de 1994                 | Vita Consecrata (25.03.1996)                      | San Juan Pablo II  |
| Asamblea Especial para el Líbano              | San Juan Pablo II                                           | "Cristo es nuestra esperanza: renovados en su espíritu, solidarios somos testigos de su amor"                                                                            | 26 de noviembre-14 de diciembre de 1995 | Une espérance nouvelle pour le Líban (10.05.1997) | San Juan Pablo II  |
| I Asamblea Especial para América              | San Juan Pablo II                                           | "Encuentro con Jesucristo vivo, camino para la conversión, la comunión y la solidaridad en América"                                                                      | 12 de noviembre-12 de diciembre de 1997 | Ecclesia in America (22.01.1999)                  | San Juan Pablo II  |
| I Asamblea Especial para Asia                 | San Juan Pablo II                                           | "Jesucristo el Salvador y su misión de amor y de servicio en Asia: ‘Yo he venido para que tengan vida y la tengan en abundancia’ (Jn. 10, 10)"                           | 19 de abril-14 de mayo de 1998          | Ecclesia in Asia (6.11.1999)                      | San Juan Pablo III |
| I Asamblea Especial para Oceania              | San Juan Pablo II                                           | "Jesucristo y los pueblos de Oceanía: siguiendo su camino, proclamando su verdad y viviendo su vida"                                                                     | 22 de noviembre-12 de diciembre de 1998 | Ecclesia in Oceania (22.11.2001)                  | San Juan Pablo II  |
| II Asamblea Especial para Europa              | San Juan Pablo II                                           | "Jesucristo viviente en su Iglesia, fuente de esperanza para Europa" | 1-23 de octubre de 1999                 | Ecclesia in Europa (28.06.2003)                   | San Juan Pablo II  |
| X Asamblea General Ordinaria                  | San Juan Pablo II                                           | "El Obispo: servidor del Evangelio de Jesucristo para la esperanza del mundo"                                                                                            | 30 de septiembre-6 de noviembre de 2001 | Pastores Gregis (16.10.2003)                      | San Juan Pablo II  |
| XI Asamblea General Ordinaria                 | Convocado por San Juan Pablo II Presidido por Benedicto XVI | "La Eucaristía: fuente y cumbre de la vida y de la misión de la Iglesia"                                                                                                 | 2-23 de octubre de 2005                 | Sacramentum Caritatis (22.02.2007)                | Benedicto XVI      |
| XII Asamblea General Ordinaria                | Benedicto XVI                                               | "La Palabra de Dios en la vida y en la misión de la Iglesia" | 5-26 de octubre de 2008                 | Verbum Domini (30.09.2010)                        | Benedicto XVI      |
| II Asamblea Especial para África              | Benedicto XVI                                               | "La Iglesia en África al servicio de la reconciliación, de la justicia y de la paz. 'Vosotros sois la sal de la tierra... Vosotros sois la luz del mundo' (Mt 5, 13.14)" | 4-25 de octubre de 2009                 | Africæ munus (19.11.2011)                         | Benedicto XVI      |
| Asamblea Especial para Tierra Santa           | Benedicto XVI                                               | "La Iglesia en Medio Oriente: Comunión y testimonio. 'La multitud de los creyentes sólo tenía un corazón y un solo alma' (Act 4, 32)"                                    | 10-24 de octubre de 2010                | Ecclesia in Medio Oriente (14.09.2012)            | Benedicto XVI      |
| XIII Asamblea General Ordinaria               | Benedicto XVI                                               | "La nueva evangelización para la transmisión de la fe cristiana" | 7-28 de octubre de 2012                 | Evangelii Gaudium (24.11.2013)                    | Francisco          |
| III Asamblea General Extraordinaria           | Francisco                                                   | "Los desafíos pastorales de la familia en el contexto de la evangelización"                                                                                              | 5-19 de octubre de 2014                 |                                                   | Francisco          |
| XIV Asamblea General Ordinaria                | Francisco                                                   | "Jesucristo revela el misterio y la vocación de la familia" | 4-25 de octubre de 2015                 | Amoris laetitia (19.03.2016)                      | Francisco          |
| XV Asamblea General Ordinaria                 | Francisco                                                   | «Los jóvenes, la fe y el discernimiento vocacional» | 3-28 de octubre de 2018                 | Christus vivit (28.03.2019)                       | Francisco          |
| Asamblea Especial para la región Panamazónica | Francisco                                                   | Amazonia: nuevos caminos para la Iglesia y para una ecología integral | Octubre de 2019                         | Querida Amazonía (12.02.2020)                     | Francisco          |
| XVI Asamblea General Ordinaria                | Francisco                                                   | Por una Iglesia sinodal: comunión, participación y misión | Octubre de 2023 y octubre de 2024       | Documento Final de la XVI Asamblea                | Sínodo de Obispos  |